# 334 هـ
334 هـ هي سنة في التقويم الهجري امتدت مقابلةً في التقويم الميلادي بين سنتي 945 و946.

## وفيات
- أبو بكر الشعراني
- أبي زكريا الأزدي
- القائم بأمر الله الفاطمي
- عمر بن الحسين الخرقي
- أبو بكر الشبلي
- أبو محمد الهمداني